# Phacelia platycarpa
Phacelia platycarpa är en strävbladig växtart som först beskrevs av Antonio José Cavanilles, och fick sitt nu gällande namn av Spreng.. Phacelia platycarpa ingår i Faceliasläktet som ingår i familjen strävbladiga växter.

## Underarter
Arten delas in i följande underarter:
- P. p. bursifolia
- P. p. madrensis